# Kazjaryna Karnjajenka
Kazjaryna Karnjajenka (belarussisch Кацярына Карняенка; * 17. März 1988) ist eine belarussische Mittel- und Langstreckenläuferin.

## Sportliche Laufbahn
Erste internationale Erfahrungen sammelte Kazjaryna Karnjajenka bei den Crosslauf-Weltmeisterschaften 2004 in Brüssel, bei denen sie nach 24:21 min auf Rang 101 in der U20-Wertung gelangte. Im Jahr darauf siegte sie beim Europäischen Olympischen Jugendfestival (EYOF) in Lignano in 2:08,91 min im 800-Meter-Lauf und belegte über 1500 Meter in 4:28,34 min den vierten Platz. 2015 wurde sie beim Altötting-Halbmarathon nach 1:18:08 h Dritte. 2019 nahm sie im 1500-Meter-Lauf an den Halleneuropameisterschaften in Glasgow teil und belegte dort in 4:11,59 min den vierten Platz. Anfang Dezember gewann sie bei den Crosslauf-Europameisterschaften in Lissabon nach 18:01 min die Silbermedaille mit der gemischten Staffel hinter dem Team aus dem Vereinigten Königreich.
Von 2018 bis 2020 wurde Karnjajenka belarussische Meisterin im 5000-Meter-Lauf sowie 2019 auch über 1500 Meter. Zudem wurde sie 2014 und von 2019 bis 2021 Hallenmeisterin im 1500-Meter-Lauf sowie 2019 und 2020 auch über 3000 Meter.

## Persönliche Bestleistungen
- 800 Meter: 2:05,93 min, 24. August 2019 in Pärnu
  - 800 Meter (Halle): 2:08,74 min, 4. Februar 2006 in Mahiljou
- 1500 Meter: 4:11,81 min, 15. August 2019 in Stettin
  - 1500 Meter (Halle): 4:09,32 min, 1. März 2019 in Glasgow
- 3000 Meter: 9:07,88 min, 17. Juli 2020 in Brest
  - 3000 Meter: 9:06,82 min, 29. Januar 2019 in Mahiljou
- 5000 Meter: 15:34,51 min, 17. Juli 2019 in Lapinlahti
- 10.000 Meter: 33:26,39 min, 30. Juli 2020 in Minsk
- Halbmarathon: 1:12:45 h, 14. April 2019 in Posen